# Rio do Cobre
O rio do Cobre é um curso de água que banha o estado do Paraná.